# Stan Shaw
Stan Shaw, född 14 juli 1952 i Chicago, Illinois, är en amerikansk skådespelare. Shaw är son till saxofonisten Eddie Shaw och var kusin till soulsångarna Sam Cooke och Tyrone Davis.

## Filmografi i urval
- 1976 – Rocky
- 1977 – Starsky och Hutch (TV-serie)
- 1979 – Roots: The Next Generations (TV-serie)
- 1985 – Spanarna på Hill Street (TV-serie)
- 1985–1994 – Mord och inga visor (TV-serie)
- 1986 – Fame (TV-serie)
- 1989 – Harlem Nights
- 1990 – En röst i natten (TV-serie)
- 1991 – Stekta gröna tomater på Whistle Stop Café
- 1992 – Lagens änglar (TV-serie)
- 1993 – Älska till döds
- 1993 – Blodröd sol
- 1993 – Matlock (TV-serie)
- 1994 – Nord och Syd (TV-serie)
- 1995 – Cutthroat Island
- 1996 – Daylight
- 1998 – Snake Eyes
- 2002 – Arkiv X (TV-serie)
- 2009 – CSI: Crime Scene Investigation (TV-serie)
- 2016 – Criminal Minds (TV-serie)
- 2022 – Quantum Leap (TV-serie)